# Davagna
Davagna (ligur nyelven Dägna, Daagna vagy Dâgna) település Olaszországban, Liguria régióban, Genova megyében. Lakosainak száma 1838 fő (2023. január 1.). Davagna Bargagli, Lumarzo, Torriglia, Genova és Montoggio községekkel határos.

## Népesség
A település lakossága az elmúlt években az alábbi módon változott:
| Lakosok száma | 1895 | 1905 | 1838 |
|               | 2017 | 2018 | 2023 |